# Pierre Levée de Massigny
La Pierre Levée de Massigny est un dolmen situé sur le territoire de la commune de Villiers, dans le département de la Vienne.

## Protection
L'édifice est classé au titre des monuments historiques par l'arrêté du 14 juin 1971.

## Caractéristiques
Le dolmen est désormais ruiné. Des vestiges du tumulus sont encore visibles. Le dolmen mesure 4,50 m de long sur 2,5 m de large. La chambre est délimitée par cinq orthostates était recouverte d'une unique table de couverture désormais brisée en deux morceaux, dont l'un est tombé au sol. Les trois blocs situés à l'est de la chambre correspondent à des débris d'un portique. Il s'agirait donc d'un dolmen de type angevin. Toutes les dalles sont en calcaire.
Selon une description du monument donnée par Thibaudeau en 1833 et reprise par L. Racinoux, la ruine du monument est ancienne.
Le monument a fait l'objet de fouilles clandestines. Quelques fragments osseux humains y auraient été retrouvés : trois molaires, une incisive, une phalange, un fragment de crâne et des fragments d'os longs.